# Сань-цзе-гунь

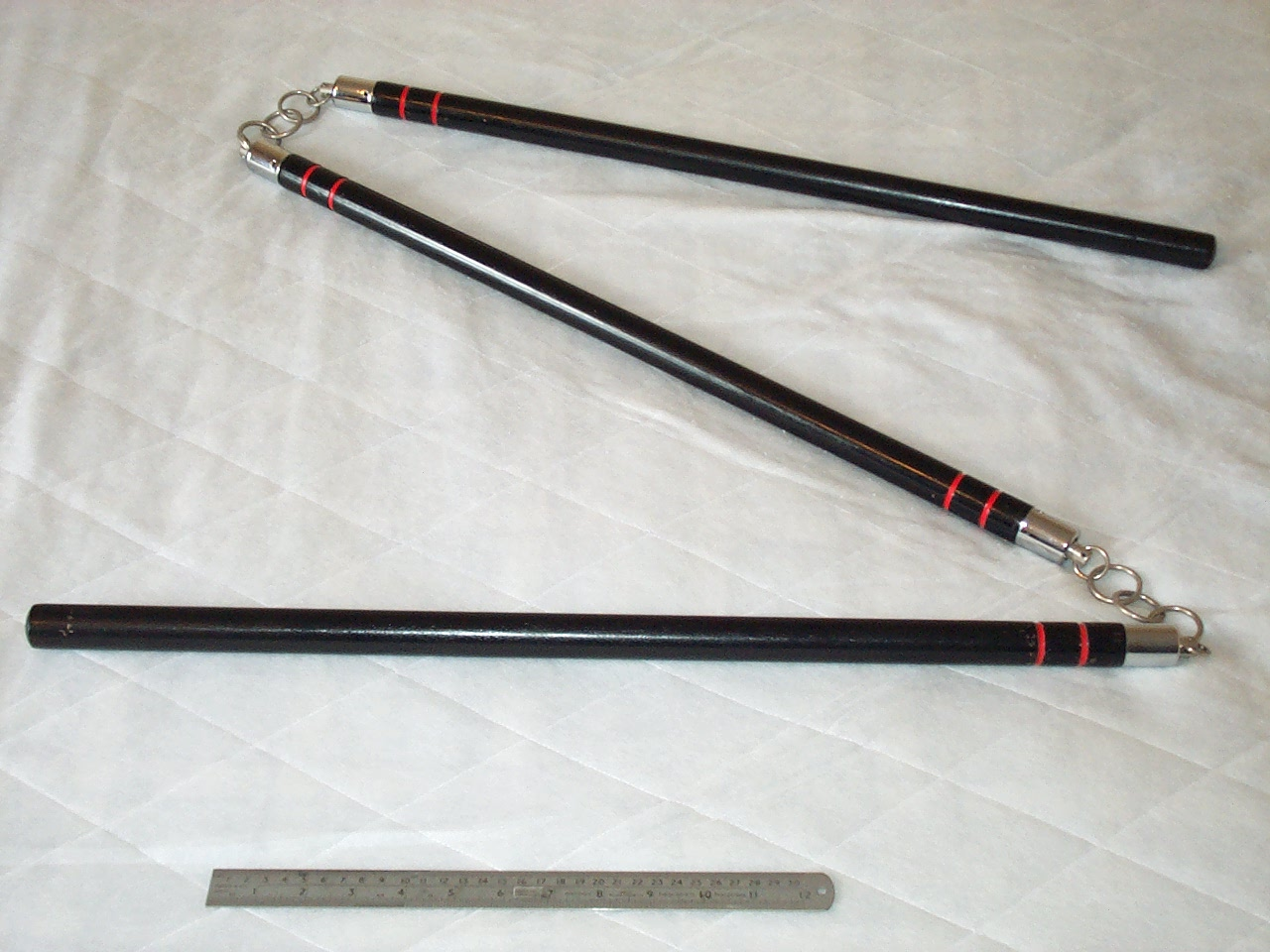
Саньцзегунь

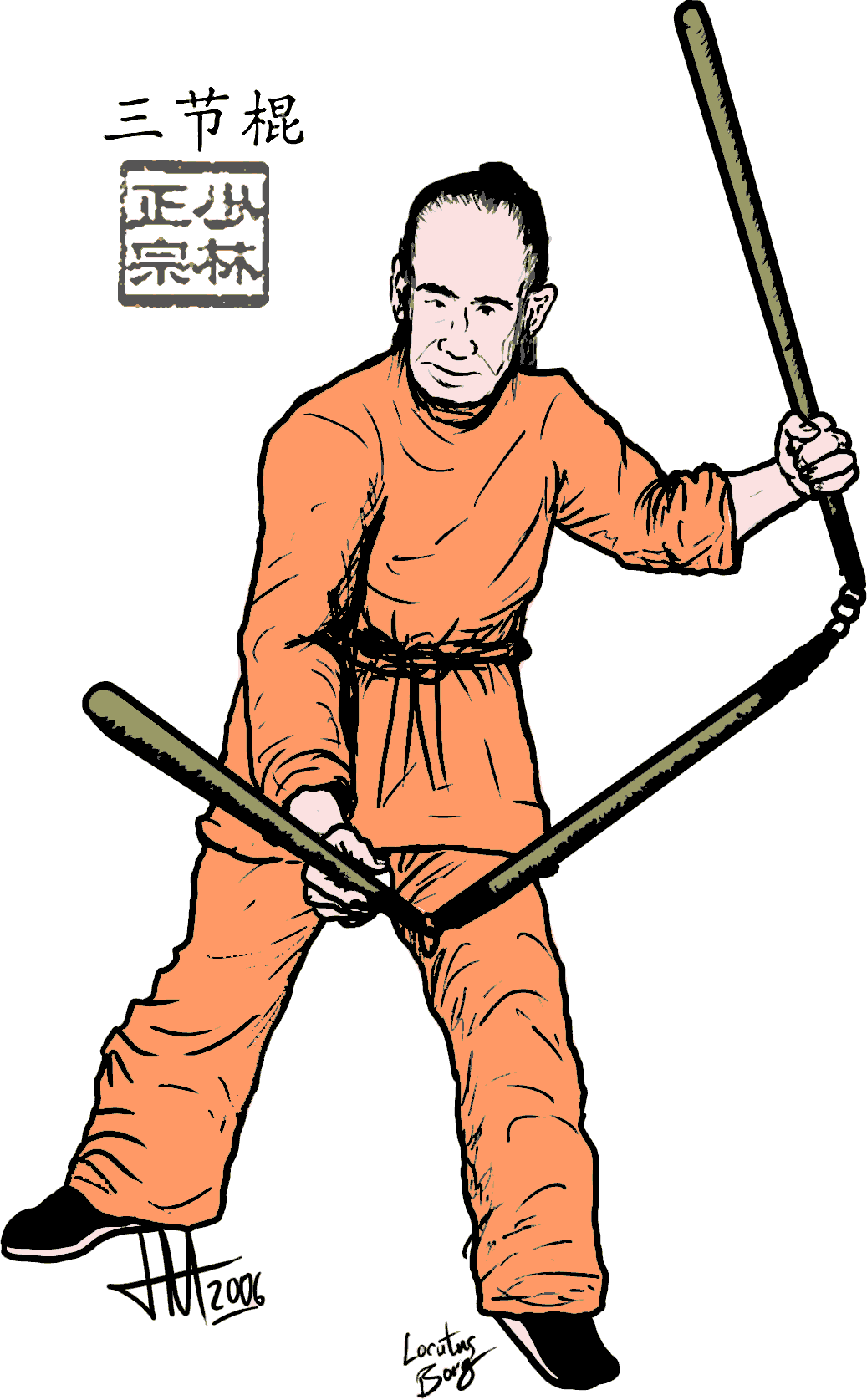
Сань-цзе-гунь в бою

Саньцзегунь (кит. упр. 三截棍, пиньинь sān jié gùn) — китайский трёхсекционный боевой цеп.
Представляет собой три последовательно соединённые верёвкой или цепью деревянные (реже — металлические) палки. Такая конструкция была эффективна для атаки в обход вражеской защиты.

## История
По китайской легенде, трёхсекционный цеп изобрёл основатель династии Сун Чжао Куанъинь в X веке. Во время битвы его посох сломался на три части, и тогда он соединил эти части друг с другом при помощи цепей. Однако, скорее всего, он возник, как модификация двухсекционного цепа.
Палки цепа изготавливались из твёрдых пород древесины, например, из белого дуба или китайского клёна.
Одна палка должна быть длиной в 7 кулаков владельца. На практике длина может составлять от 60 до 100 см. В некоторых вариантах все три палки одинаковы, в некоторых средняя имеет большую длину. Так, в шаолиньском варианте средняя секция имеет длину 85—90 см, а две крайние — по 60—65 см.
В Корее трёхсекционный цеп известен под названием санджольгон (кор. 삼절곤). Как правило, он состоит из палок длиной по 1 метру.
В Японии известно две основных разновидности. Санбон нунтяку (яп. 三本ヌンチャク) состоит из трёх равновеликих палок, аналогичных тем, которые используются для нунтяку. Сан-сэцу-кон (яп. さんせつこん) отличается тем, что состоит из двух коротких и одной длинной секций.

## Техника применения
Техника работы трёхсекционным цепом была сложна и разнообразна. Можно хватом за центральную секцию работать двумя боковыми. При этом, совершив перехват за крайнюю секцию, можно было нанести мощный удар на большую дистанцию. Можно было держать среднюю и крайнюю секции, работая другим концом. Можно использовать хват за крайние секции и работать ими, как дубинками. Причём это оружие можно было эффективно использовать для блоков и отводов.
Саньцзегунь являлось, скорее, оружием самообороны, чем использовалось на войне.

## Современное использование
Современные образцы могут быть сделаны, например, из ротанга, бамбука, алюминия. Иногда секции в них скрепляются шарнирно. Существуют школы, в которых изучается техника трёхсекционного цепа, однако подобные занятия уже требуют определённых навыков, поскольку, во избежание травм, необходимо контролировать все секции оружия.